# مجد
مجد روستایی در دهستان رقه بخش ارسک شهرستان بشرویه استان خراسان جنوبی ایران است.

## جمعیت
بر پایه سرشماری عمومی نفوس و مسکن در سال ۱۳۹۵ جمعیت این روستا ۱۲۵ نفر (۴۱خانوار) بوده‌است.